# 3C 20
3C 20 là một thiên hà radio  trong chòm sao Thiên Hậu.